# Davide I di Trebisonda
Davide I Comneno (Costantinopoli, 1184 – Sinope, 12 dicembre 1212) fu coimperatore di Trebisonda, insieme al fratello Alessio I Comneno, dal 1204 fino alla sua morte.
Era figlio secondogenito del porfirogenito bizantino Manuele Comneno e della principessa georgiana Rusudan, ed era nipote da parte di padre dell'imperatore bizantino Andronico I Comneno (1182-1185) e da parte di madre di Giorgio III di Georgia.

## Biografia

### Gioventù

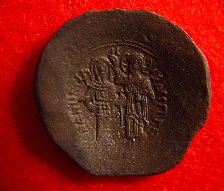
Moneta del nonno di Alessio, Andronico I Comneno.

Davide nacque a Costantinopoli nel 1184, sotto il regno del nonno, Andronico I Comneno. Il regno di Andronico fu contraddistinto dal segno del terrore e si concluse nel 1185 con la sua uccisione. Come rappresaglia il popolo voleva punire ogni parente dell'imperatore sanguinario e tra le vittime cadde anche il padre di Davide, Manuele, che era divenuto erede al trono. Egli fu prima accecato e poi, molto probabilmente ucciso (o morì per le infezioni riportate nell'accecamento). La madre Rusudan, impaurita, fuggì nel regno di Georgia, dov'era nata, con i suoi figli, Davide e Alessio I, che erano stati nominati dal nonno cesari, e dove furono allevati presso la corte georgiana. Probabilmente nel 1200 Davide insieme al fratello Alessio, fu in contatto con Giovanni Comneno il Grosso, per rovescire Alessio III Angelo (1195-1203) dal trono dei basileis, ma il colpo di Stato fallì.

### Un nuovo impero

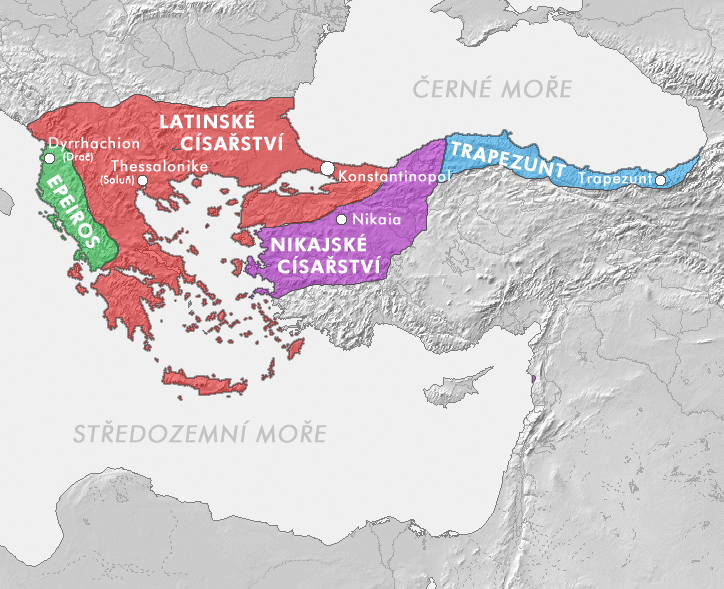
L'impero di Trebisonda (blu) nel 1206.

Nell'aprile del 1204, mentre Costantinopoli era sotto assedio da parte dei crociati, Davide e Alessio, che erano membri della corte della regina Tamara di Georgia, loro zia, chiesero a lei se poteva fornire a loro un esercito per conquistare territori ai turchi, in modo da poter creare uno stato e continuare così la dinastia comnena. La regina acconsentì alla richiesta dei due nipoti, quindi fornì loro le truppe richieste, con le quali poterono conquistare le città di Oinaion, Trebisonda e Sinope, territori d'origine della loro famiglia, terre dove fino al 1182 il loro nonno era stato governatore e che si trovano nella parte settentrionale dell'Asia Minore, fino ai passi della catena del Ponto e che furono così strappate ai turchi. I due fratelli decisero che su questi territori avrebbe governato Alessio, mentre Davide con l'esercito avrebbe continuato le conquiste ad Occidente. Mentre i due fratelli avevano conquistato i territori originari della loro famiglia, il 13 aprile Costantinopoli cadde nelle mani dei crociati. Intanto Davide avanzava verso Occidente con l'esercito georgiano, ingrandendo i suoi ranghi con mercenari locali, e con questo esercito conquistò il Ponto e la Paflagonia, territorio dove si trovava il Kastamonu, l'ancestrale castello della famiglia dei Comneni. Davide conquistò i territori a ovest, tra cui la città di Eraclea Pontica; egli mirava a conquistare Costantinopoli.
Dopo aver creato questo nuovo stato i due fratelli, che erano entrambi imperatori, spartirono a metà le conquiste: a Oriente comandava Alessio e ad Occidente il bellicoso Davide. Davide e Alessio, come eredi dello zio Andronico I, reclamarono il titolo di legittimi successori dell'impero bizantino, nominandosi così imperatori romani, o Mega Comneni, anche se questo titolo ci viene per la prima volta riportato negli Annali di Giorgio Acropolita.

### Espansione e resistenza dell'impero

Bandiera dell'esercito dei Mega Comneni, creata da Alessio I Comneno e Davide I Comneno, sarà in uso fino alla caduta dell'impero di Trebisonda.

Alessio lasciò senza contestare il comando dell'esercito dell'impero nelle mani di Davide, che era un grande stratega ed era molto valoroso in battaglia. L'esercito di Davide combatté contro i niceni, comandati da Teodoro I Lascaris, in Bitinia nel 1205, ma furono sconfitti, così fu fermata l'avanzata trapezuntina alla città di Eraclea Pontina. I trapezuntini non poterono riorganizzarsi come avrebbero voluto i due sovrani, visto che i selgiuchidi iniziarono ad attaccare i loro confini. Nel 1205 Trebisonda fu assediata da parte dei selgiuchidi, guidati dal sultano Kaykhusraw I, ma il fratello di Davide riuscì a resistere e nel 1206 i selgiuchidi si ritirarono.
Scampato il pericolo della caduta della capitale, i trapezuntini poterono nuovamente riorganizzarsi per continuare la guerra contro i niceni. Davide ricominciò la sua avanzata sulla Bitinia e inviò il giovane generale Sinadeno a occupare la città di Nicomedia. Sinadeno, non tenendo conto del pericolo che costituiva l'imperatore Teodoro I Lascaris, attraversò un passaggio dove era facile aspettarsi un'imboscata, ed in effetti qui gli uomini di Teodoro si scagliarono contro quelli di Sinadeno, battendoli e prendendo come prigioniero lo stesso Sinadeno. Con la sconfitta dell'esercito trapezuntino Davide fu costretto a riconoscere il confine con l'impero di Nicea, alla città di Eraclea Pontina, anche se i niceni pretendevano anche questa città per loro. Mentre Davide combatteva contro i niceni, Alessio rese la costa della Crimea vassalla all'impero di Trebisonda.
Intanto Davide non voleva darsi per vinto contro i niceani e quindi strinse un'alleanza con l'imperatore latino Enrico di Fiandra, contro l'impero di Nicea. Visto che la bellicosità di Davide non si placava, Teodoro decise di invadere l'impero di Trebisonda, organizzò un esercito basato soprattutto sugli arcieri. Queste truppe avevano il morale molto alto ed in breve tempo conquistarono il distretto di Plousias. L'esercito niceno stava per assediare anche Eraclea Pontina, quando tornò indietro, visto che i latini, sotto il comando di Thierri de Loos, avevano conquistato Nicomedia.
Ma poco dopo i latini dovettero abbandonare la città, essendo stati richiamati in Tracia, dove l'impero latino era stato invaso dai bulgari. Davide poi chiese all'imperatore latino di associarlo alle trattative con i niceni e, in cambio, lui sarebbe divenuto suo vassallo. Davide usò questa mossa perché sapeva di non poter resistere da solo contro l'esercito niceno, quindi preferiva essere nominalmente suddito dell'imperatore latino, piuttosto che perdere il suo territorio a favore dei niceni. L'imperatore latino accettò la proposta di Davide e immediatamente mandò al confine tra Nicea e Trebisonda 300 ausiliari franchi, che attraversarono il fiume Sangarios e durante il loro cammino devastarono villaggi e riconquistarono il distretto di Plousias. Davide si ritirò ma i franchi, incautamente, avanzarono nel paese collinare e furono attaccati di sorpresa da Andronico Gido, un generale niceno, sul passo di Rough, nei pressi di Nicomedia. I franchi furono tutti massacrati tranne uno, che fu risparmiato affinché raccontasse al suo imperatore ciò che era successo.

### La catastrofe e la morte
Dopo che i franchi erano stati sconfitti, Teodoro I Lascaris ne approfittò per attaccare i territori comandati da Davide, che non potevano resistere visti i pochi uomini che il mega Comneno disponeva, così tutti i suoi territori caddero, tranne alcune cittadine vicine al confine con Alessio. La situazione diventò ancor più catastrofica quando i selgiuchidi, guidati dal sultano Kay Ka'us, vista la debolezza dell'impero di Trebisonda, decisero di attaccare l'impero, mettendo così sotto assedio Sinope nel 1212. La città era difesa da Davide e Alessio, che era accorso in aiuto al fratello, ma durante l'assedio Davide rimase ucciso (12 dicembre 1212), la città cadde in mano dei selgiuchidi e Alessio fu catturato.

## Ascendenza
|                        |                       |                      | Genitori             |  |  | Nonni |  |  | Bisnonni       |  |  | Trisnonni         |  |
|                        |                       |                      |                      |  |  |       |  |  | Isacco Comneno |  |  | Alessio I Comneno |  |
|                        |                       |                      |                      |  |  |       |  |  | Isacco Comneno |  |  | Alessio I Comneno |  |
|                        |                       | Irene Ducaena        |                      |  |  |       |  |  | Isacco Comneno |  |  |                   |  |
| Andronico I Comneno    |                       |                      |                      |  |  |       |  |  | Isacco Comneno |  |  |                   |  |
|                        |                       | Kata di Georgia      | Davide IV di Georgia |  |  |       |  |  |                |  |  |                   |  |
|                        |                       | Kata di Georgia      | Davide IV di Georgia |  |  |       |  |  |                |  |  |                   |  |
|                        |                       | Kata di Georgia      | …                    |  |  |       |  |  |                |  |  |                   |  |
| Manuele Comneno        |                       | Kata di Georgia      |                      |  |  |       |  |  |                |  |  |                   |  |
|                        |                       | …                    | …                    |  |  |       |  |  |                |  |  |                   |  |
|                        |                       | …                    | …                    |  |  |       |  |  |                |  |  |                   |  |
|                        |                       | …                    | …                    |  |  |       |  |  |                |  |  |                   |  |
| …                      |                       | …                    |                      |  |  |       |  |  |                |  |  |                   |  |
|                        |                       | …                    | …                    |  |  |       |  |  |                |  |  |                   |  |
|                        |                       | …                    | …                    |  |  |       |  |  |                |  |  |                   |  |
|                        |                       | …                    | …                    |  |  |       |  |  |                |  |  |                   |  |
| Davide I di Trebisonda |                       | …                    |                      |  |  |       |  |  |                |  |  |                   |  |
|                        | Demetrio I di Georgia | Davide IV di Georgia |                      |  |  |       |  |  |                |  |  |                   |  |
|                        | Demetrio I di Georgia | Davide IV di Georgia |                      |  |  |       |  |  |                |  |  |                   |  |
|                        | Demetrio I di Georgia | Rusudan di Armenia   |                      |  |  |       |  |  |                |  |  |                   |  |
| Giorgio III di Georgia | Demetrio I di Georgia |                      |                      |  |  |       |  |  |                |  |  |                   |  |
|                        |                       | Khuddan d'Alania     | …                    |  |  |       |  |  |                |  |  |                   |  |
|                        |                       | Khuddan d'Alania     | …                    |  |  |       |  |  |                |  |  |                   |  |
|                        |                       | Khuddan d'Alania     | …                    |  |  |       |  |  |                |  |  |                   |  |
| Rusudan                |                       | Khuddan d'Alania     |                      |  |  |       |  |  |                |  |  |                   |  |
|                        |                       | …                    | …                    |  |  |       |  |  |                |  |  |                   |  |
|                        |                       | …                    | …                    |  |  |       |  |  |                |  |  |                   |  |
|                        |                       | …                    | …                    |  |  |       |  |  |                |  |  |                   |  |
| Burdukhan d'Alania     |                       | …                    |                      |  |  |       |  |  |                |  |  |                   |  |
|                        |                       | …                    | …                    |  |  |       |  |  |                |  |  |                   |  |
|                        |                       | …                    | …                    |  |  |       |  |  |                |  |  |                   |  |
|                        |                       | …                    | …                    |  |  |       |  |  |                |  |  |                   |  |
|                        |                       | …                    |                      |  |  |       |  |  |                |  |  |                   |  |